# تأثير فورير

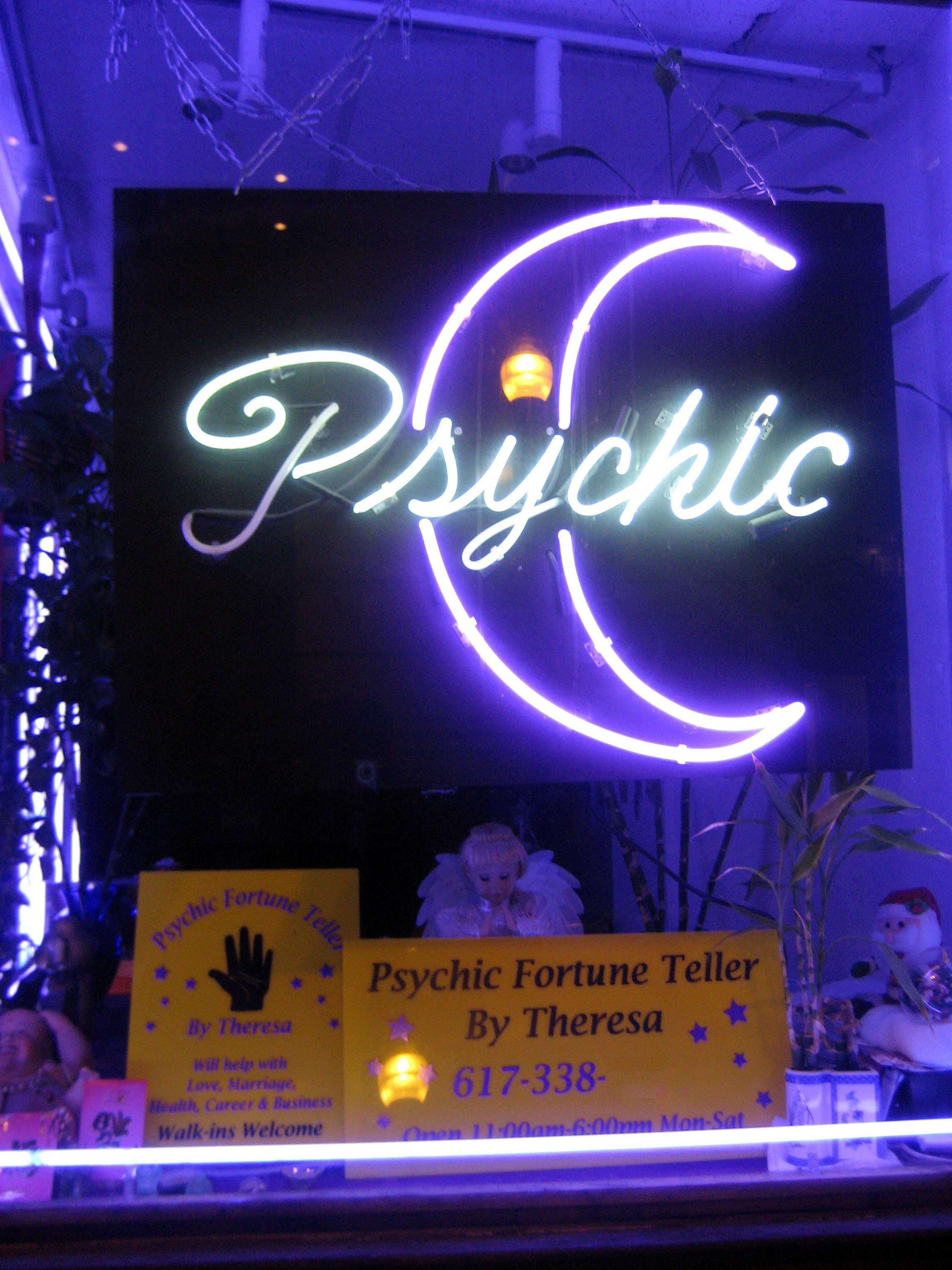

تأثير فورير (ويعرف أيضا بـ تأثير بارنوم نسبة إلى مقولة بي تي بارنوم: [1] «لدينا شيء لكل واحد من الجمهور») هو ظاهرة نفسية تشير إلى ميل الأفراد إلى رؤية كلام المنجمين على أنه دقيق وأنه وصف شخصياتهم التي يفترض أنها صممت خصيصا لهم، ولكنه في الواقع عادة ما يكون غامضا وعاما لدرجة أنه يمكن أن ينطبق على طائفة كبيرة من الناس.
أتت عبارات بارنوم في أشكال متعددة:
- فبعضها يكون ثنائي الطبقة (Double-headed)
لأنها تنطبق علي الأفراد الذين إما يكونوا فوق المتوسط أو تحت المتوسط في صفة ما، وهي بطبيعتها تنطبق بصفة أساسية علي الجميع،
مثلا: لديك نزعة إلي تحمل قدر كبير من المسؤولية عن الآخرين في أوقات معينة، وقليل منها في أوقات أخرى، الإشارة إلى نقاط ضعف تافهة شائعة بين الناس (على أن تكون عديمة المغزى فيما يخص أغراض التقييم)، مثل: «أجد في بعض الأحيان صعوبة في اتخاذ القرارات»، الإشارة إلى التأكيدات التي يستحيل دحضها، مثل: (إن لديّ قدراً من القدرات التي لم تكتشف بعد)، وعبارات مثل: لدي حاجة إلي استحسان الآخرين (فهي تنطبق علي الجميع؛ فمن الذي لا يحتاج إلي نيل الاستحسان في بعض الأحيان؟ وكيف يمكننا أن نبرهن أن شخصا ما يبدو مستقلا علي نحو صارخ وليس بحاجة ملحة ومختفية في أعماق شخصيته إلي نيل الاستحسان؟)
ويقدم هذا التأثير تفسير جزئي للقبول واسع النطاق لبعض المعتقدات والممارسات، مثل التنجيم، العرافة، دراسة الخط، وبعض أنواع اختبارات الشخصية.
وقد لاحظ عالم النفس “برترام فورير” (B. R. Forer) أن معظم الناس يميلون إلى قبول وصف فضفاض للشخصية يصفهم بدقة، دون أن يدركوا أن هذا الوصف نفسه يمكن أن ينطبق أيضا على أي شخص آخر. على سبيل المثال النص الآتي، كما لو أنه قدم لك من أجل إجراء تقييم شخصي لشخصيتك:
“أنت بحاجة إلى الحب والتقدير، ولذلك تنتقد نفسك بنفسك. لديك بالتأكيد بعض نقاط الضعف في شخصيتك، ولكنك عادة ما تُعَوضها. لديك إمكانات وقدرات لم تستثمرها بعد لصالحك. أنت منضبط ومتحكم في أمورك ظاهريا، لكنك داخليا قلق وغير واثق بنفسك. أحيانا تتساءل بصدق إذا كنت قد اتخذت القرار الصحيح أو فعلت الشيء السليم. تفضل التجديد والتنوع، ولا ترضى بأن تحيط بك القيود والحدود. تعتز بكونك مستقلا، ولا تقبل آراء الآخرين العبثية. ولكنك وجدت أنه من غير الحكمة اطلاع الآخرين على أفكارك بسهولة. تكون أحيانا منفتحا وكثير الكلام واجتماعيا، بينما تكون منطويا وحذرا ومتحفظا في أوقات أخرى. وبعض طموحاتك تميل لأن تكون غير واقعية.”
أعطى فورير اختبار شخصية لطلابه، وتجاهل إجاباتهم، ثم أعطاهم النص أعلاه. وطلب منهم إعطاء علامات لهذا التقييم بين 0 و5، فالرقم “5” يعني أن تقييم الشخصية كان ممتازا، والرقم “4” يعني أن التقييم كان مطابقا للشخصية بدرجة أقل من الأولى، وهكذا. وكان متوسط الدرجات المحصل عليها في القسم هو 4.26. كان ذلك عام 1948. وأعيد الاختبار مئات المرات مع طلاب علم النفس وكان المعدل دائما يقارب 4.2.
تمكن فورير من إقناع الناس بأنه قادر على تخمين طباعهم بنجاح، وقد فاجأت دقته الأشخاص الذين خضعوا لتجربته. على الرغم من أنه قد أخذ تحليل الشخصية ذلك من عمود للتنجيم بمجلة ما. ويشرح تأثير فورير على ما يبدو، ولو جزئيا، سبب تصديق الكثير من الناس للعلوم الزائفة. كالأبراج والتنجيم وكشف البخت والكهانة، لأن هذه الممارسات تعطي تحاليل دقيقة للشخصية. وتشير الدراسات العلمية أن العلوم الزائفة ليست أدوات صالحة لتحديد الشخصية، لكن مع ذلك كل واحدة من هذه العلوم الزائفة لها زبناء راضون عنها ومقتنعون بدقتها.

## اختبار بييرستين
يقترح باري بييرستين (Barry Beyerstein) الاختبار التالي قصد تحديد إذا ماكانت الفعالية الظاهرية للعلوم الزائفة راجعة إلى تأثير فورير أو إلى عوامل نفسية أخرى (ملاحظة: هذا الاختبار شبيه باختبار فورير، وليس الغرض منه هو اختبار دقة أي أداة لتحليل الشخصية، بل مواجهة الميل إلى الخطأ والسذاجة في التعاطي مع هذه المواضيع):
“يبدأ الاختبار من خلال جمع توقعات نسبة مهمة من الاشخاص، ثم العمل على إزالة أسمائهم الشخصية (مع استبدالها برمز يسمح لمن يقيم التجربة لاحقا بتحديد أصحابها). وبمجرد قراءة الاشخاص لكل البيانات الشخصية المجهولة، نطلب من كل شخص تحديد ملف الصفات الذي يصفه بدقة. فاذا كان “العراف” قد أدرج في البيانات معلومات فريدة وذات صلة فعلية بالأشخاص المعنيين، فإن أعضاء مجموعة الاختبار سيكونون قادرين على أن يتوصلوا إلى اختيار ملف صفاتهم الخاص بهم من بين الكومة، بطريقة أكثر مصداقية من السحب العشوائي.”
لاحظ بييرستين أنه لا يوجد علم زائف يدعي التنبؤ بالشخصية تمكن من اجتياز اختبار مماثل بنجاح.